# Гогон (мажордом)
Гогон (Гого; лат. Gogonus, нім. Gogo; помер у 581) — наставник та радник неповнолітнього короля Хільдеберта II, можливо, виконував при ньому в 575–581 роках обов'язки регента Австразії. Перший з тих, кого середньовічні історичні джерела наділяють посадою мажордома.

## Життєпис
Основними наративними джерелами про життя Гогона є «Історія франків» Григорія Турського і хроніка Фредегара. Григорій Турський згадує про нього у 46-й главі V книги і у 1-й главі VI-й книги. Відомості про нього можна дізнатися з праць його сучасника і друга, франкського поета Венанція Фортуната. Також у складі збірки «Австразійські листи» збереглися чотири послання Гогона.
Походження Гогона невідомо. З 565 року він став одним з найближчих радників короля Австразії Сіґіберта I. Венанцій Фортунат описував Гогона як людину впливову і великодушну, наділену повною довірою монарха і високо цінованого при дворі. Гогон очолював посольство в Королівство вестготів, яке в 566 році уклало з королем Атанагільдом угоду про шлюб Сіґіберта I з Брунгільдою.

## Франкські королівства у 561 році
Після того як Сіґіберт I у 575 році був убитий за наказом дружини короля Нейстрії Хільперіка I Фредегунди, Гогон став спочатку радником королеви Брунгільди, а потім наставником і радником малолітнього сина короля Австразії Хільдеберта II. Можливо, що його повноваження в цей час поширювалися не тільки на виховання юного монарха, а й на управління всім королівством.

Політичний поділ Франції у 561 році.

У сучасних документах Гогон жодного разу не згадується як мажордом. У них він представлений тільки як наставник або вихователь (лат. nutricius) короля Хільдеберта II. Першим, хто повідомляв, що Гогон займав і пост мажордома, був історик першої половини VII століття Фредегар. Можливо, свідоцтво Фредегара є перенесенням назви пізнішої посади в події більш раннього часу. Перші достовірні відомості про існування посади майордома франкських королівств відносяться тільки до періоду близько 600 року.
У зовнішній політиці Гогон орієнтувався на союз з правителем Бургундії Гунтрамном, дядьком свого вихованця. Можливо, причиною цього було те, що Гунтрамн на той момент був найстарішим з живих представників династії Меровінгів. У 577 році відбулася особиста зустріч гунтрамна і Хільдеберта II. На ній, ймовірно, був присутній і Гогон. Тут Гунтрамн клятвено обіцяв племіннику, що після його смерті той отримає Бургундське королівство. Як подарунок за труди Гогона, король Бургундії віддав половину доходів від міста Марсель.
Збереглися чотири послання, написані Гогоном. У першому з них, датованому 567 або 568 роком, Гогон просив єпископа Меца Петра надати йому сприяння в управлінні новопридбаного маєтку поблизу міста. Адресатом другого листа був єпископ Туля Тразеріх. Третє послання було направлено між 575 і 581 роками герцогу Хамінгу. У ньому Гогон проявляв себе як високоосвічена людина: він шкодував про те, що не має деяких з найкращих праць античного поета Вергілія. У цьому ж посланні збереглася згадка, що Гогон сам був автором декількох віршів, що не збереглися до нашого часу. Так само і Венанцій Фортунат писав про красномовстві Гогон, порівнюючи його з Орфеєм і Цицероном. Останній з листів, підписаних Гогоном, був адресований герцогу Фріульському Гізульфу I. Традиційно він датується 578—581 роками. У цьому посланні, написаному від імені короля Австразії, герцогу пропонувалося вступити у союз з франками, папою римським і Візантійською імперією і приєднатися до планувалася союзниками війни проти лангобардів у Північній Італії.

## Смерть
Помер Гогон у 581 році. За свідченням Фредегара, він був страчений за наказом Хільдеберта II через наклеп Брунгільди. Однак інші історичні джерела цього часу нічого про це не повідомляють. Ймовірно, в даному випадку повідомлення Фредегара слід вважати помилковим.
Після смерті Гогона його посаду радника короля Хільдеберта II отримав Ванделен. Як і Гогон, він названий в хроніці Фредегара мажордомом.